# Славко Мичић
Славко Мичић (Тузла, 1911 – Вукосавци, код Лопара, 20. фебруар 1942) био је учесник Народноослободилачке борбе и народни херој Југославије.

## Биографија
Родио се у Тузли 1911. године у трговачкој породици. Основну школу и гимназију, коју је морао да прекине због сиромаштва похађао је у Тузли. Запослио се као радник у солани где је остао до почетка рата. Брат Аца му је погинуо у Априлском рату, а Славко се међу првима одазвао позиву на устанак. До октобра је илегално радио у Тузли, а затим је прешао у Мајевички НОП одред. Због истицања у раду убрзо је примљен у Комунистичку партију Југославије. Као способан борац и руководилац постао је члан Штаба Мајевичког НОП одреда. Организовао је довођење целе колоне воловских саоница које су доносиле храну коју су сакупљали народни одбори. Својом агилношћу допринео је омасовљењу народноослободилачког покрета.
Четничке јединице извршиле су изненадни напад (постојао је договор о ненападању) на штаб Мајевичког партизанског одреда који се налазио у селу Вукосавци код Лопара. Штаб од 15 људи био је смештен у једној сеоској кући. Славко искусни нишанџија са још тројицом друговао остао је у кући како би задржавао четнике, док се командант и политички комесар одреда Иван Марковић Ирац и Фадил Јахић Шпанац не извуку из куће и пробију, али у томе нису успели. Покушали су да га придобију на своју страну, али пошто нису успели убили су га са осталим партизанским борцима.
Сахрањен је на Партизанском спомен-гробљу у Вукосавцима, код Лопара.
Указом председника ФНР Југославије Јосипа Броза Тита, 23. јула 1953. године, проглашен је за народног хероја.